# Swan Song Records
Swan Song Records fue un sello discográfico creado por el grupo de rock británico Led Zeppelin en 1974.
El grupo creyó que para trabajar con menos presión debían eliminar aquellos elementos que la ejercieran (discos obligatorios, propiedad de las canciones...) y decidieron crear el sello Swan Song. Este sello fue creado principalmente para sus propias grabaciones, y para dar cabida a otros artistas que, o bien mantenían una buena relación profesional con Led Zeppelin –como el caso de Bad Company–, o bien difícilmente hubiesen tenido cabida en otras discográficas internacionales (caso de Mirabai). De todos modos, seguían su relación con Atlantic Records, que se ocupaba de la distribución de los trabajos.
El primer lanzamiento de Swan Song Records fue el álbum homónimo de Bad Company en mayo de 1974, mientras que el primer long play editado por Led Zeppelin bajo su propio sello fue Physical Graffiti, álbum doble que incluía temas sobrantes de antiguas sesiones de grabación de otros álbumes y que es considerado una obra maestra.
Entre los artistas de relieve cuyas obras fueron publicadas por Swan Song Records se encuentran, además The Pretty Things, Detective y Dave Edmunds.
Swan Song Records cesó finalmente en su actividad en octubre de 1983, quedando operativa únicamente para gestionar las reediciones de los discos de Led Zeppelin y los derechos derivados de ellos.

## Etimología
El nombre del sello hace referencia al bello canto del cisne justo antes de morir. Recalca la diferencia que existe entre el graznido de un cisne durante toda su vida y el canto emitido momentos antes de su muerte. Proviene del nombre de una canción inédita compuesta por Jimmy Page.

## Discografía

### LP
- 15 de junio de 1974 – SS-8410 – Bad Company – Bad Company
- 1 de noviembre de 1974 – SS-8411 – Silk Torpedo – The Pretty Things
- 24 de febrero de 1975 – SS-2-200 – Physical Graffiti – Led Zeppelin
- Abril de 1975 – SS-8412 – Suicide Sal – Maggie Bell
- 12 de abril de 1975 – SS-8413 – Straight Shooter – Bad Company
- Diciembre de 1975 – SS-8414 – Savage Eye – The Pretty Things
- 21 de febrero de 1976 – SS-8415 – Run with the Pack – Bad Company
- 31 de marzo de 1976 – SS-8416 – Presence – Led Zeppelin
- 28 de septiembre de 1976 – SS-2-201 – The Song Remains the Same (soundtrack) – Led Zeppelin
- Marzo de 1977 – SS-8500 – Burnin' Sky – Bad Company
- Abril 1977 – SS-8417 – Detective – Detective
- Abril 1977 – SS-8418 – Get It – Dave Edmunds
- Abril 1978 – SS-8504 – It Takes One to Know One – Detective
- 8 de septiembre de 1978 – SS-8505 – Tracks on Wax 4 – Dave Edmunds
- 17 de marzo de 1979 – SS-8506 – Desolation Angels – Bad Company
- 5 de julio de 1979 – SS-8507 – Repeat When Necessary – Dave Edmunds
- 15 de agosto de 1979 – SS-16002 – In Through the Out Door – Led Zeppelin
- Febrero de 1981 – SS-8509 – Midnight Flyer – Midnight Flyer
- 20 de abril de 1981 – SS-16034 – Twangin’... – Dave Edmunds
- Agosto de 1981 – SS-16048 – Sad Café – Sad Café
- noviembre de 1981 – SS-8510 – Best of Dave Edmunds – Dave Edmunds
- Febrero de 1982 – SS-11002 – Rock 'n' Roll Party (mini LP) – Midnight Flyer
- 15 de febrero de 1982 – SS-8511 – Death Wish II (soundtrack) – Jimmy Page
- 28 de junio de 1982 – SS-8512 – Pictures at Eleven – Robert Plant
- Agosto de 1982 – 90001 – Rough Diamonds – Bad Company
- 19 de noviembre de 1982 – 90051 – Coda – Led Zeppelin
- 1983 – 90078 – Wildlife – Wildlife